# Droum
Droum este o comună rurală din departamentul Mirriah, regiunea Zinder, Niger, cu o populație de 55.078 de locuitori (2001).